# Gnomidolon cruciferum
Gnomidolon cruciferum är en skalbaggsart som först beskrevs av Pierre Émile Gounelle 1909.  Gnomidolon cruciferum ingår i släktet Gnomidolon och familjen långhorningar. Inga underarter finns listade i Catalogue of Life.